# Advance Wars
Advance Wars (2001) är ett turordningsbaserat strategispel som utvecklades av Intelligent Systems och gavs ut av Nintendo till Game Boy Advance. Spelet är det sjunde i spelserien Nintendo Wars, men det första som lanserats utanför Japan. Spelet har fått uppföljarna Advance Wars 2: Black Hole Rising till Game Boy Advance, och Advance Wars: Dual Strike till Nintendo DS.